# Comuna de Strumień
Strumień (polaco: Gmina Strumień) é uma gminy (comuna) na Polónia, na voivodia de Santa Cruz e no condado de Cieszyński. A sede do condado é a cidade de Strumień.
De acordo com os censos de 2004, a comuna tem 11 841 habitantes, com uma densidade 202,8 hab/km².

## Área
Estende-se por uma área de 58,4 km², incluindo:
- área agricola: 70%
- área florestal: 15%

## Demografia
Dados de 30 de Junho 2004:
|                      | Total   | Total | Mulheres | Mulheres | Homens  | Homens |
| -------------------- | ------- | ----- | -------- | -------- | ------- | ------ |
|                      | pessoas | %     | pessoas  | %        | pessoas | %      |
| População            | 11 841  | 100   | 5946     | 50,2     | 5895    | 49,8   |
| Densidade (pop./km²) | 202,8   | 100   | 101,8    | 101,8    | 100,9   | 100,9  |

De acordo com dados de 2002, o rendimento médio per capita ascendia a 1270,56 zł.

## Comunas vizinhas
- Chybie, Dębowiec, Goczałkowice-Zdrój, Hażlach, Pawłowice, Pszczyna, Skoczów, Zebrzydowice.